# Classic Pan
Classic Pan é uma emissora de rádio brasileira sediada na cidade de São Paulo, capital do estado de mesmo nome, que opera na frequência de 76,7 MHz em frequência modulada. Pertence ao Grupo Jovem Pan, também proprietário da Jovem Pan FM São Paulo e da TV Jovem Pan News, e integra a rede Jovem Pan, formada por emissoras em AM e FM de diversas cidades do Brasil.
A emissora entrou no ar em 1944 como Rádio Panamericana, nos 620 kHz em amplitude modulada, tendo sido inaugurada pelos escritores de radionovela Julio Cosi e Oduvaldo Vianna, que no mesmo ano a venderam para o empresário Paulo Machado de Carvalho, integrando-a ao seu conjunto de rádios conhecido como Emissoras Unidas. A partir da década de 1960, a estação adotou o nome fantasia Jovem Pan, e na década seguinte passou a ser administrada pelo filho de Paulo, o Tuta, que consolidou-a com uma programação calcada em jornalismo e transmissões esportivas.
Em 2013, visando adaptar-se à migração para o dial FM, a rádio iniciou um projeto de ampliação de sua grade jornalística e passou a liderar a rede Jovem Pan News. Em 2023, após lançar sua transmissão em FM estendida pelos 76,7 MHz, a emissora substituiu sua programação jornalística pelo formato adulto contemporâneo, sendo renomeada para Classic Pan. Em 2024 a operação dos 620 kHz foi encerrada.

## História

### Rádio Panamericana
A Classic Pan foi inaugurada como Rádio Panamericana, que foi constituída como empresa no dia 6 de outubro de 1942, e inaugurada mais de um ano depois, em 3 de maio de 1944, por Julio Cosi e Oduvaldo Vianna, então diretores da rádio. A sua primeira sede era localizada no primeiro andar do número 279 da rua São Bento, região central de São Paulo. O ministério da Viação aprovou o local para a operação da rádio no ano anterior ao de sua inauguração, em 1943.
A festa de inauguração da emissora contou com a presença de seus diretores, radialistas, intelectuais, autoridades e da imprensa, que cobriu o evento de estreia da rádio. Os artistas da rádio fizeram uma apresentação que contou com efeitos de luzes, seguida da transmissão do programa de inauguração, que começou a ser transmitido às 21 horas. O primeiro indicativo de chamada da emissora foi o PRH 7, além de possuir também como seu prefixo as primeiras notas da Quinta Sinfonia de Beethoven, que representava a letra V, que simboliza vitória no código Morse.
Ainda em 1944, no mês de novembro, o empresário paulista Paulo Machado de Carvalho adquiriu a emissora, fazendo que com que ela passasse a integrar o seu grupo de emissoras de rádio, conhecidas como Emissoras Unidas. Antes de ser vendida para Paulo Machado de Carvalho, a Rádio Panamericana tinha sido criada originalmente para transmitir novelas, mas a partir de 1945, sob o controle de Machado, a rádio foi transformada na "emissora dos esportes", com o projeto executado pelo então empossado diretor-geral Paulo Machado de Carvalho Filho.
Antônio Augusto Amaral de Carvalho, conhecido pelo apelido de Tuta, filho caçula de Paulo Machado de Carvalho, inicia a sua carreira em 1949, quando se tornou um estagiário da Rádio Panamericana. Já em 1951. Tuta se tornou o diretor-geral da rádio, ocupando a função que antes era de seu irmão, Paulinho. Tuta ficou no cargo até 1953, quando foi convidado por seu pai para ser diretor da então futura TV Record, canal 7 de São Paulo. O radialista Casimiro Pinto Neto, que era diretor do departamento comercial da emissora, assumiu a função no lugar de Tuta.:48
Ainda em 1951, a emissora fez a sua primeira mudança de endereço. A rádio sai da rua São Bento e se instala em um prédio na rua Riachuelo, número 275, 13.º andar, que fica no mesmo bairro.:30 A emissora mudaria de endereço novamente três anos mais tarde, em 1954, para um prédio no número 713 da Avenida Miruna, no mesmo bairro onde se concentrava as sedes das empresas que compunham o grupo Emissoras Unidas.

### Jovem Pan
A direção da emissora voltou a ser administrada por Tuta a partir de 1964. Mesmo reassumindo a direção da Panamericana, Tuta continuou atuando na TV Record até 1973. A rádio começou a sofrer uma grande transformação a partir de então. Já no ano seguinte, em 1965, surge o atual nome fantasia da rádio, "Jovem Pan". O nome foi dado por Paulo Machado de Carvalho, e foi escolhido pelo termo "jovem" ser uma tendência para diversos nomes usados durante a década de 1960, tal como ele foi aplicado no título do movimento conhecido como Jovem Guarda. Com a mudança de nome, os artistas dos festivais musicais organizados pela TV Record a partir de então passaram a influenciar a programação da emissora, que foi reestruturada devido a problemas financeiros.
Na década de 1970, a emissora passou a investir fortemente em jornalismo. Foi nessa época que surgiu o jornal Equipe Sete e Trinta, que depois foi renomeado como Jornal de Integração Nacional e em seguida mudou o nome para Jornal da Manhã, como é conhecido desde então, sendo ele uma referência no jornalismo de rádio em todo o país até hoje. Em 1973, Tuta adquiriu a totalidade das ações da emissora que pertencia aos seus irmãos, Paulo Machado de Carvalho Filho e Alfredo de Carvalho, passando a ser o único proprietário da Jovem Pan.
A emissora, em 1976, preparava-se para uma nova mudança de endereço, dessa vez para o número 807, no edifício Sir Winston Churchill, localizado na já movimentada Avenida Paulista. Com a mudança, foi inaugurada a antena transmissora da rádio, no topo do edifício, e no dia 1 de julho de 1976, a Jovem Pan 2, na frequência de 100,9 MHz. O projeto que foi executado pelo filho de Tuta, Antônio Augusto Amaral de Carvalho Filho, o Tutinha. Assim, Tuta tomava conta da programação da rádio AM, enquanto seu filho formatava o que seria a rádio FM.
Em 1993, a emissora deu início ao projeto de rede Jovem Pan Sat, que começou a ser implantado em 1994. A Jovem Pan Sat foi uma das primeiras redes de rádio com sinal de áudio totalmente digital, transmitindo via satélite para várias regiões do país. A Jovem Pan FM de Piracicaba, cidade do interior de São Paulo, foi uma das primeiras emissoras da rede.
O Sistema Globo de Rádio, que é uma subsidiária do Grupo Globo (à época era conhecida como Organizações Globo), tinha uma emissora própria de rádio em Brasília, que transmitia a programação da rede de notícias CBN em AM 750 kHz. A empresa vendeu a emissora para a Jovem Pan em fevereiro de 2000 por 3,5 milhões de reais. Após a venda, a emissora ficou conhecida como rádio Jovem Pan Brasil. No ano seguinte, a Pan adquiriu a Rádio Brasil Novo AM 900 kHz de São José do Rio Preto, cidade do interior do estado de São Paulo.

### Jovem Pan News
Com o anúncio de que a então presidente da República, Dilma Rousseff, iria sancionar um decreto em que as emissoras que operam em onda média (AM) iriam migrar para a faixa do rádio FM, a Jovem Pan apresentou um novo projeto de rádio de notícias, a Jovem Pan News, que ampliaria a programação jornalística. A emissora foi inaugurada em 7 de outubro de 2013 com transmissão pela Internet, passando a ir ao ar nas emissoras próprias da Jovem Pan nas cidades de São José do Rio Preto e Brasília em 2 de dezembro, quando o decreto da migração das rádios havia sido sancionado.
Além da inauguração da nova rede, o programa Jovem Pan Morning Show, que até então era apresentado apenas na rádio Jovem Pan FM de São Paulo, passou a ser transmitido também na rede AM da emissora. Enquanto na FM o programa transmite músicas, no sinal AM é apresentada um bloco com notícias apresentadas pelos repórteres da emissora. No ano seguinte, a emissora deu início a expansão da Jovem Pan News, que passou a contar com novas afiliadas, sendo uma das primeiras a rádio Jovem Pan News de Vitória, capital do Espírito Santo. A emissora também estreou o programa Os Pingos nos Is, ancorado pelo comentarista político Reinaldo Azevedo, que fazia um resumo dos principais fatos da política nacional. O novo programa fez com que a Jovem Pan alcançasse a liderança no rádio da Região Metropolitana de São Paulo durante a sua exibição, segundo pesquisas feitas pelo instituto Ibope.
Em parceria com o portal de Internet UOL e o SBT, a Jovem Pan realizou os debates de primeiro e segundo turno das eleições gerais de 2014, além de promover sabatinas com os candidatos. A emissora conseguiu uma liminar que suspendia a veiculação obrigatória de A Voz do Brasil para todas as emissoras de que fazem parte da sua rede de rádio, podendo assim transmitir o debate que foi realizado no mesmo horário que o programa estatal vai ao ar.
A emissora também foi a primeira a iniciar os testes de transmissão no FM estendido. Em algumas regiões metropolitanas, como no caso de São Paulo, as emissoras que operam em AM devem migrar para uma nova faixa comercial de FM chamada de banda estendida entre 76 e 88 MHz, já que não há espaço nas tradicionais frequências de 88-108 MHz. A migração nessa banda começou apenas em maio de 2021, após o desligamento do sinal aberto de televisão analógico, já que ele ocupa essas frequências nos canais 5 e 6. A Jovem Pan fez transmissões experimentais em FM nos 84,7 MHz entre 2014 e 2015, repetindo a programação dos 620 kHz. O lançamento oficial ocorreu em 3 de abril de 2023, na frequência de 76,7 MHz.

### Classic Pan
Em agosto de 2023 o Grupo Jovem Pan anunciou o lançamento da Classic Pan em substituição à Jovem Pan News nas frequências de 620 kHz e 76,7 MHz em São Paulo. O projeto da emissora, voltada ao formato adulto contemporâneo, havia sido operado brevemente pela Jovem Pan no início dos anos 2000 com afiliadas em algumas cidades e depois foi tornado um canal de música do aplicativo do grupo. A Classic Pan entrou no ar à meia-noite de 7 de setembro. A Jovem Pan FM 100,9 MHz continua veiculando os programas jornalísticos e esportivos produzidos pela Jovem Pan News como a principal estação da rede nacional. Inicialmente a rede jornalística havia sido substituída pela Classic Pan também nos 107,9 MHz de Brasília, concessionados em Águas Lindas de Goiás, mas retornou em novembro do mesmo ano. Às 7h18 de 16 de agosto de 2024 a operação dos 620 kHz de São Paulo foi encerrada.

## Tradição
A Jovem Pan é uma das mais antigas emissoras de rádio noticiosas da cidade de São Paulo, estando entre as mais ouvidas em AM. O formato de jornalismo e prestação de serviços começou na década de 1970, e junto com a Rádio Eldorado, a Jovem Pan era uma das únicas rádios de notícias da capital paulista.
A emissora é conhecida por seus tradicionais jingles, músicas e vinhetas. Às 7 horas da manhã, diariamente, eram tocados trechos da Sinfonia Paulistana, do compositor Billy Blanco, consideradas por muitos como um hino dos paulistanos. A Jovem Pan chegou a tentar mudar o horário da execução desta música logo no início dos anos 2000, mas devido as reclamações dos ouvintes, a sinfonia voltou ao seu horário original.
A tradicional vinheta do Jornal da Manhã da emissora, o "vambora, vambora, olha a hora, vambora, vambora", trecho de uma das partes da Sinfonia Paulistana, chegou a ser citada pelos apresentadores do telejornal Bom Dia São Paulo da TV Globo. Sendo assim uma referência em jornalismo, o SBT já fez uma oferta para criar uma versão televisiva do Jornal da Manhã, mas ela acabou sendo recusada pelo Tuta, dono da emissora. Uma outra marca do jornalismo da Jovem Pan é quando um locutor anuncia a hora atual e o outro pede para repetir, dizendo "repita". Tal bordão foi consagrado na voz do locutor Franco Neto, que trabalhou na rádio por 45 anos, até seu falecimento em 2017.
Grande parte dos repórteres da emissora trabalha há décadas por lá. Narciso Vernizzi, por exemplo, foi por 57 anos repórter esportivo e meteorológico na rádio, e ficou conhecido como "homem do tempo", além de ter criado o Instituto Jovem Pan de Meteorologia. Porém, recentemente, alguns dos profissionais mais antigos da emissora foram demitidos. Os comentaristas esportivos Claudio Carsughi e Vander Luiz, o âncora Anchieta Filho e o locutor Roberto Muller, acabaram sendo demitidos da emissora. Recentemente, José Nêumanne Pinto, Renata Perobelli, José Armando Vannucci, Luis Carlos Quartarollo e Felipe Motta deixaram a emissora.

## Controvérsias envolvendo contratados
No final do mês de maio de 2005, o comentarista e âncora esportivo Milton Neves sai da emissora, após anos de contrato entre ele e a Jovem Pan, emissora na qual se tornou conhecido. A partir da sua demissão, Neves iniciou uma batalha judicial contra a emissora para receber direitos trabalhistas que acreditava que a rádio lhe deveria pagar. Por esse motivo, Milton Neves foi considerado como persona non grata pela direção da emissora, que acreditava que ele não teria direito de receber tal benefício. Após anos de batalhas jurídicas, o caso foi parar no Tribunal Superior do Trabalho em 2014, que decidiu parecer a favor do comentarista, prevendo que a Jovem Pan pagasse uma indenização trabalhista de cerca de oito milhões de reais para Neves. Posteriormente, o tribunal decidiu que a rádio ficou desobrigada de pagar 3,5 milhões de reais referentes a um processo do comentarista por assédio moral.
No final de 2014, a emissora contratou a jornalista Rachel Sheherazade, âncora do telejornal SBT Brasil, para fazer parte do Jornal da Manhã da emissora, ao lado de Joseval Peixoto, que também era âncora do SBT Brasil e já fazia parte da bancada do jornal, e do historiador Marco Antonio Villa. A emissora permitiu que Sheherazade pudesse fazer seus comentários como fazia no telejornal até ser proibida após o governo federal ameaçar de cortar verbas publicitárias para o SBT. O comediante Danilo Gentili também foi contratado pela emissora para um quadro de humor Acorda, Danilo, no mesmo jornal, em que Sheherazade ligava para Gentili, que fazia comentários sarcásticos e piadas com as notícias do dia. O quadro ficou pouco tempo no ar, tendo sido transmitidos sete episódios. Em resposta a um seguidor em sua conta na rede social Twitter, Gentili alegou que não aguentava acordar cedo para fazer o quadro e por isso desistiu de fazê-lo. Além de Sheherazade e Gentili, oriundos do SBT, o jornalista Mauro Beting também foi contratado para fazer parte da equipe esportiva da emissora. Em outubro de 2015, Sheherazade saiu da Jovem Pan por um motivo parecido com o de Gentili — ela tinha de conciliar sua jornada na Jovem Pan com o trabalho no SBT, ficando sobrecarregada e sem tempo livre para passar com a sua família. O contrato da jornalista com a rádio foi rescindido amigavelmente e o Jornal da Manhã de 19 de outubro foi ao ar sem sua presença.
As jornalistas Maria Cristina Poli e Silvia Poppovic foram cogitadas como uma das possíveis substitutas de Sheherazade, e a segunda foi escolhida pela rádio, estreando no posto no dia 3 de novembro. Sete meses depois, em 5 de abril de 2016, Poppovic foi demitida da emissora após apresentar a edição do dia do jornal. Segundo a coluna de Flávio Ricco, publicada no UOL, a apresentadora foi demitida após não ter muitas vezes seguido a linha editorial da emissora, contrária ao governo Dilma Rousseff. Poppovic, em entrevista para o site da Veja São Paulo, disse não saber o motivo de sua demissão. A Jovem Pan inicialmente não se pronunciou sobre o assunto, mas limitou-se a dizer que a sua política não permitia detalhar esse tipo de caso. O repórter Thiago Uberreich assumiu a vaga de Poppovic no Jornal da Manhã.
Em maio de 2019, Marco Antonio Villa foi afastado por trinta dias da Jovem Pan, sendo depois demitido. Em uma entrevista ele disse que isso "claramente" tinha "um lado político."